# لوكا دي لا توري
لوكا دي لا توري (بالإنجليزية: Luca de la Torre) هو لاعب كرة قدم أمريكي في مركز الوسط، ولد في 23 مايو 1998 في سان دييغو في الولايات المتحدة. لعب مع نادي فولهام.

## وصلات خارجية
- لوكا دي لا توري على موقع الدوري الأمريكي (الإنجليزية)
- لوكا دي لا توري على موقع قاعدة بيانات كرة القدم.إي يو (الإنجليزية)
- لوكا دي لا توري على موقع ليكيب (الفرنسية)
- لوكا دي لا توري على موقع ناشيونال فوتبول تيمز (الإنجليزية)
- لوكا دي لا توري على موقع Soccerway.com (الإنجليزية)
- لوكا دي لا توري على موقع عالم كرة القدم.نت (الإنجليزية)